# 남해 충혼탑
남해 충혼탑(南海忠魂塔)은 남해군 남해읍 서변리 산 1 - 1번지에 위치한 장소이다. 위령탑의 높이는 10m이며, 봉안각의 넓이는 26.4m2이다. 군민의 성금으로 만든 위령탑과 봉안각이 남산에 있다. 조국을 위하여 장렬히 산화한 호국영령들을 추모하기 위하여 1957년 2월에 자연석으로 기단 13.2m2, 탑신 2.7m로 건립하였으나, 탑신 자체의 규모가 작고 모양과 주위가 산만하여 1980년에 새로 건립하였다. 1979년 1월 10일에 국비 2천만 원, 군비 2백만 원, 군민 성금 937만 원을 마련하여 1979년 10월 25일에 착공하였으며, 1980년 6월 5일에 준공하였다. 해마다 현충일이 되면 이곳에서 추모식을 봉행한다.